# Жилмар
Жилма́р дос Са́нтос Не́вес (порт. Gylmar dos Santos Neves, более известный как просто Жилма́р (порт. Gilmar); 22 августа 1930, Сантус, Сан-Паулу — 25 августа 2013, Сан-Паулу) — бразильский футболист, вратарь. Чемпион мира 1958 и 1962 годов.
Лучший вратарь Бразилии в XX веке, один из лучших вратарей в истории мирового футбола по версии IFFHS. Один из трех вратарей (наряду с Гвидо Мазетти и Кастильо), ставших двукратными чемпионами мира, но единственный, кто завоевал эти титулы в статусе основного, а не запасного голкипера.

## Биография
Жилмар, родившийся в портовом городе Сантус штата Сан-Паулу, начинал свою карьеру в скромном местном клубе «Жабакуара». В 1951 году он перешёл в «Коринтианс». С этим клубом он трижды становился чемпионом штата (в 1951, 1952 и 1954 годах).
В 1961 году, уже будучи чемпионом мира, подписал контракт с «Сантосом», за который уже выступали Пеле, Пепе, Зито. С Жилмаром в воротах клуб завоевал в 1960-е годы больше десяти трофеев, включая два Кубка Либертадорес.
Всего же на клубном уровне Жилмар провел 729 матчей, пропустив в них 941 мяч.
За сборную Бразилии Жилмар сыграл в 103 матчах, но позже, в связи с ужесточением критериев ФИФА к товарищеским матчам, это число сократилось до 94. Жилмар он провёл без замен абсолютно все матчи сборной на чемпионатах мира 1958 и 1962 годов, в которых Бразилия становилась чемпионом.
25 августа 2013 года скончался в Сирийско-ливанской больнице (Hospital Sírio-Libanês) в Сан-Паулу, куда был помещён после сердечного приступа. Похоронен на кладбище Морумби в Сан-Паулу.

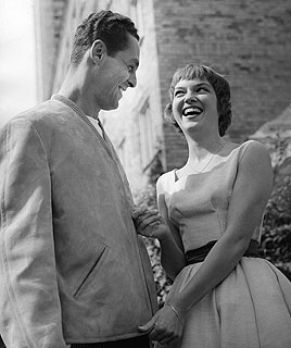
Жилмар с подругой
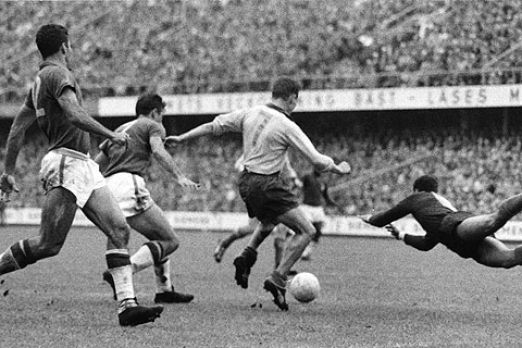
Жилмар и Курт Хамрин в финале Чемпионата мира 1958
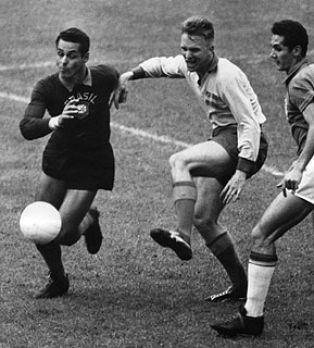
Жилмар и Агне Симонссон
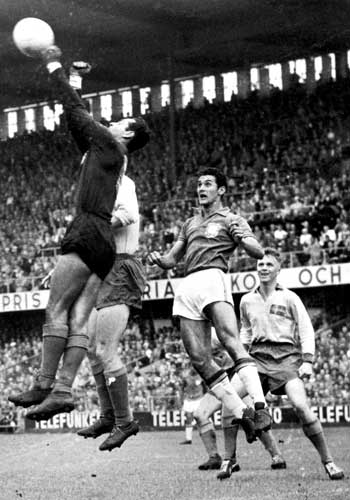
Жилмар в финале Чемпионата мира 1958. Справа — Орландо

## Достижения
- Чемпион мира (2): 1958, 1962
- Обладатель Кубка Робертао (1): 1968
- Обладатель Кубка Бразилии (4): 1962, 1963, 1964, 1965
- Чемпион штата Сан-Паулу (8): 1951, 1952, 1954, 1962, 1964, 1965, 1967, 1968
- Победитель турнира Рио-Сан-Паулу (4): 1953, 1954, 1963, 1964, 1966
- Обладатель Кубка Либертадорес: 1962, 1963
- Обладатель Межконтинентального Кубка: 1962, 1963
- Победитель Суперкубка Межконтинентальных чемпионов: 1968[5]